# Sinistra Verde
Sinistra Verde (in olandese: GroenLinks - GL) è un partito politico di orientamento ambientalista fondato nei Paesi Bassi nel 1991. La formazione è nata dalla confluenza di quattro distinti soggetti politici:
- il Partito Comunista dei Paesi Bassi (Communistische Partij Nederland - CPN), fondato nel 1909;
- il Partito Pacifista-Socialista (Pacifistisch-Socialistische Partij - PSP), affermatosi nel 1957;
- il Partito Politico dei Radicali (Politieke Partij Radikalen - PPR), fondato nel 1968;
- il Partito Popolare Evangelico (Evangelische Volkspartij - EVP), fondato nel 1981.

## Storia
Un primo tentativo di costituire un partito unitario avvenne in occasione delle elezioni europee del 1984, quando CPN, PSP, PPR, insieme al Partito Verde dei Paesi Bassi, diedero vita alla lista denominata Accordo Progressista Verde (Groen Progressief Akkoord). Constatato il risultato negativo delle singole liste alle politiche del 1986, decisero, nel 1989, di dar vita ad un unico partito, processo che è terminato ufficialmente nel 1991, con la cessazione dell'attività politica dei partiti fondatori.
Alle elezioni legislative del 1989 e alle elezioni legislative del 1994 i GL ottennero rispettivamente 6 e 5 seggi. In questi anni svolsero una dura opposizione ai governi CDA-PvdA di Ruud Lubbers e a guida PvdA di Wim Kok. In occasione delle elezioni legislative del 1998, grazie alla guida del leader Paul Rosenmöller i GL ottennero 11 seggi. Alle successive elezioni legislative del 2002, dopo la dura campagna elettorale che vide la morte del politico di destra Pim Fortuyn e le minacce di morte a Rosenmöller, i GL ottennero 10 seggi, mentre, alle elezioni legislative del 2003 il partito elesse 8 seggi, conquistando il 5,14% dei consensi.
Alle elezioni legislative del 2006, i GL scesero al 4,60% e conquistarono 7 seggi, uno in meno. Il leggero calo fu dovuto alla presenza del Partito per gli Animali, che ottenne l'1,8% dei voti ed elesse 2 deputati, sulla base di una piattaforma elettorale del tutto ecologista e scevra da qualsiasi riferimento economico sociale di rilievo. Alle elezioni legislative del 2010, i GL recuperarono il calo delle elezioni precedenti, salendo al 6,67% ed eleggendo 10 deputati, nonostante il PvdA ottenesse l'1,3% dei consensi. Nelle elezioni legislative del 2012 subisce una pesante perdita di voti crollando al 2,33%. Tuttavia 5 anni più tardi, in occasione delle elezioni legislative del 2017, raggiungerà il suo massimo storico ottenendo il 9,13% dei voti. Un altro successo saranno le elezioni europee del 2019 dove il partito salirà ulteriormente al 10,90%, tornando ad un risultato a doppia cifra dopo vent'anni.

## Ideologia
I GL nascono come un partito ecosocialista con posizioni decisamente "non violente". Con il passar del tempo il partito si è spostato su posizioni più moderate, tanto che la leader Femke Halsema, nel 2004, ha definito i GL un partito di sinistra liberale. I GL sono europeisti e hanno particolarmente a cuore le politiche ambientaliste, il multiculturalismo, la difesa di politiche libertarie (legalizzazione droghe leggere, sì a prostituzione ed eutanasia regolamentate, sì al matrimonio tra omosessuali), l'attenzione alle politiche sociali. Sono tendenzialmente favorevoli al superamento della monarchia.
I GL aderiscono al Partito Verde Europeo.

## Leader
- Ria Beckers (6 settembre 1989 – 20 aprile 1993)
- Peter Lankhorst (20 aprile 1993 – 22 febbraio 1994)
- Ina Brouwer (22 febbraio 1994 – 4 maggio 1994)
- Paul Rosenmöller (4 maggio 1994 – 26 novembre 2002)
- Femke Halsema (26 novembre 2002 – 16 dicembre 2010)
- Jolande Sap (16 dicembre 2010 – 8 ottobre 2012)
- Bram van Ojik (8 ottobre 2012 – 12 maggio 2015)
- Jesse Klaver (12 maggio 2015 – In carica)

## Risultati elettorali
| Elezione         | Voti    | %    | Seggi    | Posizione               |
| ---------------- | ------- | ---- | -------- | ----------------------- |
| Legislative 1989 | 362.304 | 4,07 | 6 / 150  | Opposizione             |
| Legislative 1994 | 311.399 | 3,47 | 5 / 150  | Opposizione             |
| Legislative 1998 | 625.968 | 7,27 | 11 / 150 | Opposizione             |
| Legislative 2002 | 660.692 | 6,95 | 10 / 150 | Opposizione             |
| Legislative 2003 | 495.802 | 5,14 | 8 / 150  | Opposizione Maggioranza |
| Legislative 2006 | 453.054 | 4,60 | 7 / 150  | Opposizione             |
| Legislative 2010 | 628.096 | 6,67 | 10 / 150 | Opposizione             |
| Legislative 2012 | 219.896 | 2,33 | 4 / 150  | Opposizione             |
| Legislative 2017 | 959.600 | 9,13 | 14 / 150 | Opposizione             |
| Legislative 2021 | 537.308 | 5,16 | 8 / 150  | Opposizione             |

Elezioni Europee:
| Elezione     | Voti    | %     | Seggi  |
| ------------ | ------- | ----- | ------ |
| Europee 1989 | 365.535 | 6,97  | 2 / 25 |
| Europee 1994 | 154.547 | 3,74  | 1 / 31 |
| Europee 1999 | 419.869 | 11,85 | 4 / 31 |
| Europee 2004 | 352.201 | 7,39  | 2 / 27 |
| Europee 2009 | 404.020 | 8,87  | 3 / 25 |
| Europee 2014 | 331.594 | 6,98  | 2 / 26 |
| Europee 2019 | 599.283 | 10,90 | 3 / 26 |